# علي يا علي (فلم)
علي يا علي هو فيلم تلفزي مغربي من إخراج عبد الحي العراقي سنة 2017، و بطولة كل من الطفل زياد حمان، فاطمة الزهراء بناصر فاطمة وشاي، نبيل عاطف، وغيرهم.
يتطرق الفيلم لموضوع التوحد.

## القصة
يرصد الفيلم قصة الطفل علي ذي السبع سنوات، طفل مختلف جدا عن أقرانه، لا يحدث صوتا، يتصرف بطريقة غريبة، متعلق وقريب جدا من الطبيعة وجميع مكوناتها، إنه طفل يعاني من مرض التوحد.

## جوائز
فاز الفيلم بالجائزة الكبرى لمهرجان مكناس الثامن للدراما التلفزيونية، وعادت جائزة أحسن دور نسائي لفاطمة الزهراء بناصر عن دور الأم، كما منحت لجنة التحكيم تنويها خاصا للطفل زياد حمان الذي شخص دور علي في الفيلم.

## روابط خارجية
- مقالات تستعمل روابط فنية بلا صلة مع ويكي بيانات
- الفيلم على موقع africine